# Fortín Teniente Primero Eligio Montania
Fortín Teniente Primero Eligio Montania (más conocido como Fortín Teniente Montania) es una localidad paraguaya del departamento de Boquerón, ubicada en el kilómetro 245 de la ruta PY15 "Bioceánica", a unos 508 km de Asunción.
La localidad pertenece administrativamente al distrito de Filadelfia, ubicado a 49 km de distancia, encontrándose en el límite mismo con el Departamento de Alto Paraguay. 
En la actualidad cuenta con unos 200 habitantes aproximadamente, siendo en su mayoría personal militar y nativos de las comunidades indígenas cercanas. 
En la localidad existe un puesto de peaje para mantener los caminos de tierra de la zona en buen estado, estos peajes rondan entre los 20.000 y 100.000 guaraníes, dependiendo del tamaño del vehículo.

## Toponimia
Recibe su nombre en honor al Teniente Primero de Infantería Eligio Montania, un militar paraguayo oriundo de Valenzuela (Departamento de Cordillera), que combatió y murió en acción durante la Guerra del Chaco (1932 - 1935).Póstumamente en 1936 recibió la Cruz del Chaco y la Cruz del Defensor (máximas condecoraciones militares del conflicto). Una escuela y una calle en Valenzuela también llevan su nombre en su honor.

## Historia
Durante los últimos años de la Guerra del Chaco (1932 - 1935) el general José Félix Estigarribia ordenó abrir un camino entre Punta Riel (km 145) y el Fortín Camacho (unos 145 kilómetros de picada), con el objetivo de extender la línea de ferrocarril de Puerto Casado y así abastecer mejor a sus tropas en medio del Chaco (cosa que finalmente nunca se concretó). 
El actual Fortín Teniente Montania se encontraba en el kilómetro 220 de ese camino, siendo un pequeño puesto militar ubicado estratégicamente entre varios fortines como Punta Riel, Fortín Camacho, Fortín Isla Po'i y Fortín Carlos Antonio López, por lo que era una zona de paso muy importante para la logística del ejército paraguayo.
Actualmente Fortín Teniente Montania ha cobrado importancia nuevamente con el proyecto de la ruta PY15 "Bioceanica" cuyo tramo 2 pasará por la localidad y se espera que se asfalte en los próximos años.

## Clima
El clima de Fortín Teniente Montania se clasifica como semiárido cálido según Köppen, siendo uno de los climas más hostiles del país, presentando temperaturas que llegan hasta los 45 °C a la sombra en verano y en invierno mínimas que bajan hasta los -5 °C.

## Economía

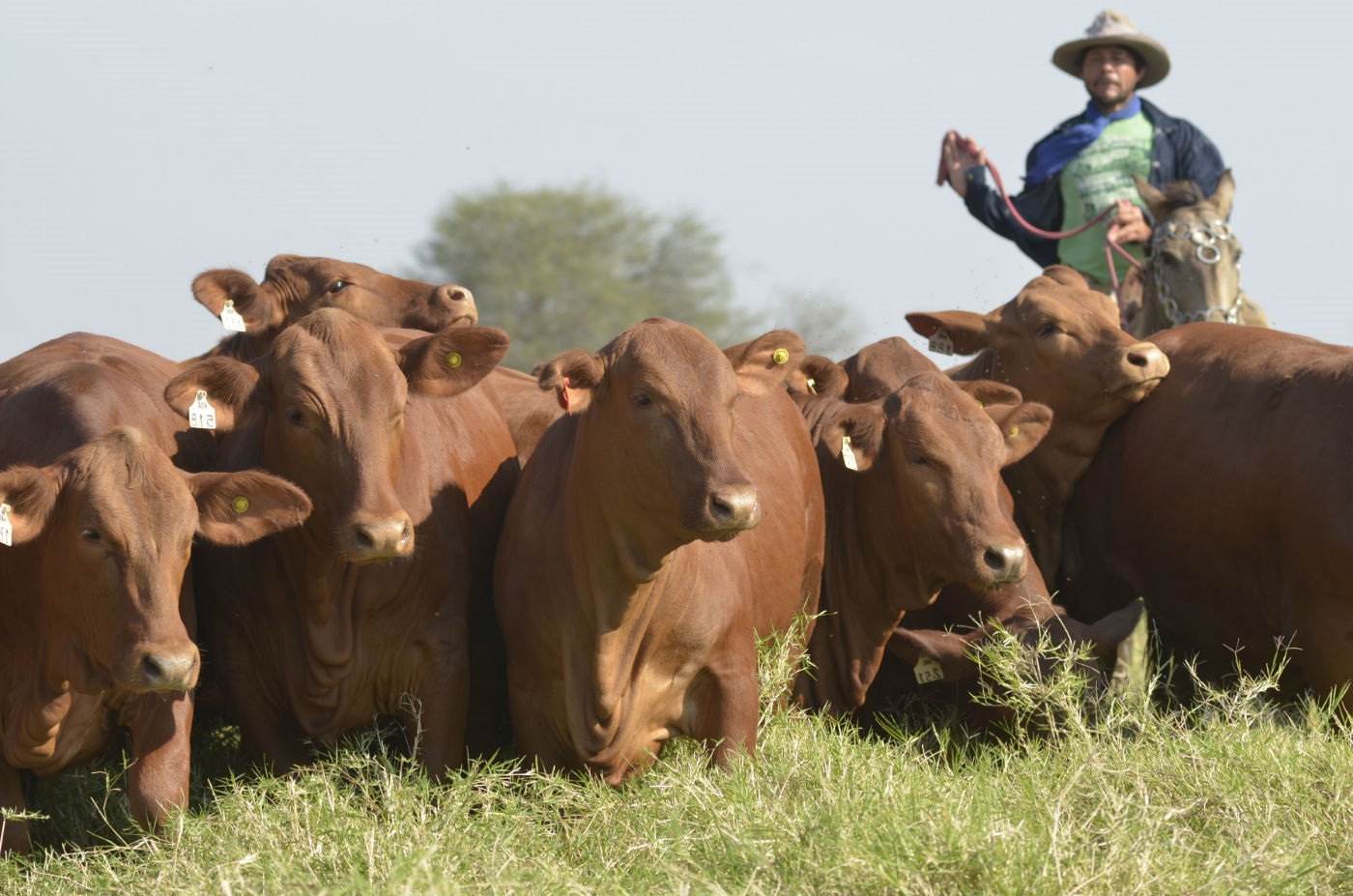
Ganadería en Fortín Teniente Montania.

La mayoría de sus habitantes trabajan en establecimientos rurales y se dedican a la ganadería, la agricultura y a la producción de lácteos.

## Infraestructura
Actualmente la infraestructura del lugar es escasa , ya que la mayoría de los caminos son de tierra y en épocas de lluvias se vuelve difícil de transitar, llegando a inundarse gran parte de las tierras que se encuentran en zonas bajas. A pesar de esto, el lugar cuenta con una estación de servicio y una comisaría para las necesidades de los habitantes de la zona.